# Lijst van gemeentelijke monumenten in Uddel
Het dorp Uddel, onderdeel van de gemeente Apeldoorn, kent 12 gemeentelijke monumenten. Hieronder een overzicht.
| Object                                         | Bouwjaar | Architect | Locatie                     | Coördinaten                   | Nr.             | Afbeelding                                     |
| ---------------------------------------------- | -------- | --------- | --------------------------- | ----------------------------- | --------------- | ---------------------------------------------- |
|                                                |          |           | Aardhuisweg 15              | 52° 15' 26" NB, 5° 47' 6" OL  | 0200/wikinr_2   |                                                |
|                                                |          |           | Amersfoortseweg 311         | 52° 13' 11" NB, 5° 44' 52" OL | 0200/wikinr_7   |                                                |
| boerderij                                      |          |           | Buurtweg 8                  | 52° 14' 3" NB, 5° 46' 10" OL  | 0200/wikinr_52  | boerderij                                      |
| schuur (schaapskooi?)                          |          |           | De Rieten bij nr. 1         |                               | 0200/wikinr_73  | schuur (schaapskooi?)                          |
| woning, schuren                                |          |           | Einderweg 12                | 52° 13' 51" NB, 5° 46' 6" OL  | 0200/wikinr_111 | woning, schuren                                |
| Hervormde kerk                                 |          |           | Garderenseweg 2             | 52° 15' 27" NB, 5° 46' 54" OL | 0200/wikinr_149 | Meer afbeeldingen                              |
| woonhuis                                       |          |           | Garderenseweg 145           | 52° 14' 44" NB, 5° 45' 7" OL  | 0200/wikinr_150 | woonhuis                                       |
| Kleine veeschuur                               |          |           | Meervelderweg bij nr. 79    |                               | 0200/wikinr_443 | Kleine veeschuur                               |
| helft van nr. 82 (agrarisch)                   |          |           | Meervelderweg 80            | 52° 14' 8" NB, 5° 46' 8" OL   | 0200/wikinr_444 | helft van nr. 82 (agrarisch)                   |
| boerderij, bakhuisje, hooiberg, erf, div.groen |          |           | Oudedijk 25                 | 52° 15' 53" NB, 5° 45' 25" OL | 0200/wikinr_480 | boerderij, bakhuisje, hooiberg, erf, div.groen |
| boerderij                                      |          |           | 't Hof 27                   | 52° 14' 51" NB, 5° 46' 22" OL | 0200/wikinr_736 | boerderij                                      |
|                                                |          |           | Aardhuisweg 1/Elspeterweg 2 | 52° 15' 28" NB, 5° 46' 58" OL | 0200/wikinr_841 |                                                |